# Колорадо Рокіз (НХЛ)
Колора́до Ро́кіз (англ. Colorado Rockies) — професіональний хокейний клуб, який виступав з 1976—1982 роки у Національній хокейній лізі. «Скаутс» проводили свої домашні поєдинки в МакНіколс-спортс-аріна, місто Денвер, штат Колорадо. Найбільше команда використовувала сіній, червоний, білий та жовтий кольори для своєї форми. Команду було засновано у 1974 році під назвою Канзас-Сіті Скаутс. У 1982 році «Рокіс» переїхали до Ньюарку, штат Нью-Джерсі і отримала назву Нью-Джерсі Девілс, з якою грає і сьогодні у складі Східної конференції, Атлантичного дивізіону.
Серед тренерів клубу: Джон Вілсон, Альдо Гвідолін, Білл Макміллан.

## Відомі гравці
- Даг Фавелл (1976–1979)
- Пол Гарднер (1976–1979)
- Роб Ремедж (1979–1982)
- Боббі Шмауц (1979–1980)
- Поль Ганьє (1980–1982)